# 율 바스케스
율 바스케스(Yul Vazquez, 1965년 3월 18일 ~ )는 미국의 쿠바 출신 배우, 록 기타 연주자이다.

## 출연 작품

### 영화
- 런어웨이 브라이드 (1999)
- 나쁜 녀석들 II (2003)
- 우주 전쟁 (2005)
- 아메리칸 갱스터 (2007)
- A-특공대 (2010)
- 캡틴 필립스 (2013)
- 인필트레이터: 잠입자들 (2016)
- 크라운 하이츠 (2017)

### 텔레비전
- 로앤오더: 범죄 전담반 (2001)
- 로앤오더: 성범죄 전담반 (2013)
- 퍼슨 오브 인터레스트 (2014)
- 엘리멘트리 (2016)
- 블러드라인 (2016-17)
- 마담 세크리터리 (2017)
- 미드나이트, 텍사스 (2017-18)
- FBI (2018)
- 씰 팀 (2018)
- 러시아 인형처럼 (2019)
- 석세션 (2021)
- 세브란스: 단절 (2022)